# Archivo Público del estado de Rio Grande do Sul
El Archivo Público del Estado de Rio Grande do Sul es un órgano del Gobierno del Estado subordinado a la Secretaría de Administración y Recursos Humanos (SARH), y está instalado en un edificio histórico, con tres pabellones, en la ciudad de Porto Alegre, sito a la calle Riachuelo 1031.
El primer edificio tuvo su construcción iniciada en 1910, con proyecto del arquitecto Affonso Hebert, entonces director de la Sección de Obras Públicas. Su primera fase fue concluida el 5 de julio de 1912.
En 1913, el gobierno del estado resolvió construir una segunda ala del Archivo Público, que fue inaugurada el 23 de enero de 1918, nuevamente con proyecto del arquitecto Hebert y el ingeniero Roberto Roncolli. El 10 de junio de 1919 las obras fueron entregadas a la Secretaría del Interior.
Nuevamente llegando a la saturación en el final de la década de los 40, los dos edificios ya no soportaban el constante aumento del archivo, y un tercer pabellón fue construido entre 1948 y 1950. Una vez que estuvo listo fue ocupado por el Colégio Júlio de Castilhos, cuya sede original había sido destruida recientemente por un incendio. Con la salidas del Colegio, el edificio pasó a ser ocupado por la Secretaría de la Administración, que estuvo hasta 1981, cuando se mudó el nuevo Centro Administrativo. A pesar de la reivindicación de posesión, el edificio fue entonces destinado a la Junta Comercial, que permaneció hasta 1999. Solamente después esta fecha el edificio pasó a ser ocupado por el Archivo Público.
Actualmente el edificio principal es destinado a los sectores administrativos y técnicos, y los pabellones anexos para la guardia de los documentos. La fachada visible de la calle tiene líneas retas y sin adornos, y es dividida en cuarto pisos con dos entradas deslocadas del centro en disposición simétrica. El primer piso es diferenciado, con un revestimiento en imitación de piedras talladas marrones y aberturas gradeadas con discreto trabajo de ornamentación. Los pisos restantes son revestidos de polvo de piedra gris, con pilastras rectas y lisas separando las ventanas cuadradas, en un ritmo regular. Encima del conjunto una cornisa igualmente despojada, con un frontón central donde se lee el nombre de la institución.
En el interior de los pabellones antiguos proyectados por Hebert se destacam los espacios para la guardia de los documentos, con pisos y escaleras en entramado de hierro (proporcionando ventilación) y vigas de hierro revestido de hormigón armado, que constituyeron una innovación tecnológica en la época y ofrecían mayor seguridad para el archivo. El conjunto fue adoptado por el Patrimonio Histórico del Estado de RS el 21 de diciembre de 1992 bajo el n.º 67.

## La Institución
El Archivo Público del Estado fue creado en 8 de marzo de 1906, por el Decreto 876, componiendo a Repartição de Archivo Público, Estadística y Biblioteca del Estado del Río Grande del Sur, subordinada a la Secretaría del Interior y Exterior. Su objetivo declarado era ”adquirir y conservar, bajo clasificación sistemática, todos los documentos concernientes a la legislación, a la administración, a la historia, a la geografía, en las artes e industrias del Río Grande del Sur”.
El Archivo comenzó a funcionar siete días después de su creación, siendo instalado en este primer momento en el terreno de la entonces Escuela Complementaria, en la esquina de las calles Duque de Caxias con Marechal Floriano, donde hoy está el Colégio Sévigné.
Con el incesante flujo de documentos, oriundos de todo el estado, luego el espacio físico se tornó insuficiente, y el Archivo fue transferido para el edificio de la Bailante, comprado de la viuda y herederos del Coronel Juan Pinto de la Fonseca. Este edificio permaneció hasta 1912, cuando fue demolido para la construcción del primer Auditorio Araújo Vianna, entonces en la Plaza de la Principal, siendo el archivo transferido para el nuevo edificio erguido por Gras y Hebert.
En 1913 fue definido su reglamento, que preveía una división del archivo en los siguientes sectores:
- Administrativo, guardando mensagens presidenciais, anais de la asamblea legislativa, relatórios del secretariado, balanços de los tesouros estatal y municipales, y libros de registros de nomeação y posesión de los funcionarios.
- Archivo Histórico y Geográfico, para preservación de la coleção del jornal La Federación y de documentos relativos a hechos y personajes.
- Archivo Forense, para las cartas de concesión de parcelas, autos jurisdicción, inventarios, registros de nacimiento, casamiento y óbito.

En 1925 la 2.ª sección fue transferida para el Museo Júlio de Castilhos, viniendo a formar el Departamento de Historia Nacional, que fue el germen del actual Archivo Histórico de Rio Grande do Sul.
El Archivo Público mantiene el mayor archivo documental del estado, con cerca de 18 millones de ítems, y es de importancia fundamental para el rescate y divulgación de la historia gaúcha, atendiendo a demandas de cualquier ciudadano, de investigadores y de otros órganos del gobierno.